# 구지원 (성우)
구지원(1988년 8월 28일 ~ )은 대한민국의 성우로, 2016년에 한국방송 성우극회 공채 41기로 입사했다.

## 주요 출연작품

### 애니메이션
- 헬로 카봇 젬(SBS) - 디고베어
- 마법여우 주비(SBS) - 꾸르

### 외화
- 샹치와 텐 링즈의 전설 - 레이저 피스트(플로리안 문테아누)

### TV
- 2017.03.24 ~ 04.07  KBS 1TV 트루밥쇼

### 라디오
소설극장 (KBS 3라디오)
- 2016.05.20 ~ 2016.06.27 강태식 作 <굿바이 동물원> (연락책)
- 2016.06.27 ~ 2016.08.07 존 차 作 <안녕, 테레사> (리처드)
- 2016.08.08 ~ 2016.10.29 도진기 作 <유다의 별> (이유현)
- 2017.01.19 ~ 2017.03.12 기욤 뮈소 <내일> - 진행자
- 2017.03.13 ~ 2017.05.19 기욤 뮈소 <구해줘> - 클라렌스 스털링
- 2017.11.25 ~ 2017.12.18 이재익 <노벰버 레인> - 종우

KBS 무대 (KBS 한민족방송)
- 2016.02.27 <컨츄리 라디오> (강차장)
- 2016.03.12 <곡예사의 첫사랑> (노인)
- 2016.05.07 <위대한 이혼식> (남자1)
- 2016.05.28 <폭식을 멈추는 0번째 방법> (배달부3)
- 2016.06.11 <무능경찰 김반장> (사회자)
- 2016.08.13 <알파준> (직원)
- 2016.08.27 <인공지능 KRIX> (의사)
- 2016.09.17 <나비> (양반1)
- 2016.09.24 <유성우 떨어지는 밤> (택시기사)
- 2016.10.01 <Yesterday> (의사)
- 2016.10.08 <부산에 가면 콩고 고릴라를 만날 수 있나요?> (김사장/ 승무원)
- 2016.10.15 <이 구역의 미친 사랑> (문구)
- 2016.10.22 <아버지를 찾아서> (친구 아빠)
- 2016.12.24 <나의 오리지날 짝퉁> (채권자1)
- 2017.01.07 <천국의 주파수> (기철)
- 2017.01.14 <연가> (사또)
- 2017.01.21 <카모마일 차를 마시는 밤> (창수父)
- 2017.01.28 <꺼지지 않는 tv> (이장)
- 2017.02.11 <아내를 죽였습니다> (한기철)
- 2017.02.16 <라디오 90주년 특별기획 드라마 아버지의 팔> (낭독)
- 2017.02.18 <마스커레이드> (조대표)
- 2017.02.25 <탈퇴하시겠습니까?> (진짜 최강준)
- 2017.03.04 <사약 받는 날> (마당쇠)
- 2017.03.11 <카페W> (카페M마스터)
- 2017.03.18 <은주가 변했다> (아저씨)
- 2017.03.25 <아름다운 동행> (어르신2)
- 2017.04.09 <붉은 잠옷의 비밀> - 사장
- 2017.05.06 <라디오 90년 특별기획 드라마: 할아버지의 팥!-> - 낭독
- 2017.07.01 <비너스 전파사> - 은영부
- 2017.08.05 <세일즈의 여왕> - 중년 남자
- 2017.08.26 <달빛 웅덩이> - 김교수

라디오 독서실 (KBS 한민족방송)
- 2016.04.03 박황 作 <해우> (경찰)
- 2016.04.10 성은영 作 <귀향의 끝> (사내)
- 2016.04.17 김덕희 作 <낫이 짖을 때> (문하생1)
- 2016.04.24 천명관 作 <퇴근> (조정관2)
- 2016.05.22 김금희 作 <너무 한낮의 연애> (남자관객2)
- 2016.05.29 조용준 作 <선릉산택> (청소년2)
- 2016.06.19 백수린 作 <중국인 할머니> (이모부)
- 2016.06.26 윤고은 作 <된장이 된> (사장)
- 2016.07.10 권여선 作 <층> (아버지)
- 2016.07.31 김주동 作 <조합인간> (사내)
- 2016.08.07 김재희 作 <페이퍼 하트> (구조대)
- 2016.08.14 도진기 作 <악마의 증명> (형사1)
- 2016.08.21 박하익 作 <마지막 장난> (의대생2)
- 2016.08.26 송시우 作 <좋은 친구> (아버지)
- 2016.09.11 김호경 作 <남자의 아버지> (주인)
- 2016.09.18 장강명 作 <대외활동의 신> (교수J)
- 2016.10.02 이영훈 作 <상자> (사관)
- 2016.10.09 김영하 作 <너를 사랑하고도> (보좌관 친구)
- 2016.10.23 정길연 作 <알래스카 그 후> (선생님)
- 2016.10.30 정미경 作 <못> (백이사)
- 2016.11.13 문경민 作 <곰씨의 동굴> (교감)
- 2016.11.20 고은규 作 <오빠의 알레르기> (형석)
- 2016.11.27 조수경 作 <내 사람이여> (기술)
- 2016.12.18 김숨 作 <선량한 어머니의 아들들은 어떻게 자라나> (운전기사)
- 2016.12.25 최민우 作 <머리 감은 토끼> (드러머)
- 2017.01.08 <어디로 가고 싶으신가요> - 경찰
- 2017.01.15 <너의 목소리> - 중년 남자
- 2017.01.22 <최미진은 어디로> - 직원
- 2017.01.29 <아내의 정원수> - 형사
- 2017.02.05 <박스> - 선배 1/배달부
- 2017.02.12 <그린피아 305동 1005호> - 세입자
- 2017.02.19 <어쨌든 하루하루> - 손님 1
- 2017.02.26 <오늘만 같지 않기를> - 소장
- 2017.03.05 <부루마불에 평양이 있다면>  - 선배
- 2017.03.12 <금덩이 이야기> - 관리소 간수
- 2017.03.26 <잔혹한 선물> - 중대장
- 2017.04.02 <학생댁 유씨씨> - 이장
- 2017.04.09 <코 없는 남자 이야기> - 직원
- 2017.04.16 <결혼 자격 시험> - 박고집
- 2017.05.14 <새들은 나는게 재미있을까> - 교감
- 2017.06.04 <스위치> - 아버지
- 2017.06.18 <호수-다른 사람> - 경찰
- 2017.06.25 <장미정원의 가족사진> - 해설
- 2017.07.16 <골유화(骨油畵)> - 백정상
- 2017.08.20 <여행의 끝> - 주인
- 2017.09.03 <피코> - 관리자
- 2017.10.15 <서랍속의 집> - 집주인 2
- 2017.10.22 <존엄의 탄생> - 판사

라디오 극장 (KBS 한민족방송)
- 2016.02.01 ~ 2016.02.29 도진기 作 <가족의 탄생> (주민3/ 택시기사)
- 2016.04.01 ~ 2016.04.30 정아은 作 <모던하트> (종업원)
- 2016.05.01 ~ 2016.05.31 정유정 作 <내 심장을 쏴라> (경찰관/ 거시기)
- 2016.06.01 ~ 2016.06.30 홍부용 作 <아빠를 빌려 드립니다> (문구점 주인)
- 2016.07.01 ~ 2016.07.31 장용민 作 <궁극의 아이> (마빈)
- 2016.08.01 ~ 2016.08.31 김종일 作 <몸 - 에피소트 7 귀>
- 2016.09.01 ~ 2016.09.30 이혜린 作 <열정같은 소리 하고 있네>
- 2016.11.01 ~ 2016.11.30 이유선 作 <오버 더 힐파티> (본부장)
- 2016.12.01 ~ 2016.12.31 김범 作 <공부해서 너 가져> (교사/ 노가다/ 기자)
- 2017.01.01 ~ 2017.01.31 손선영 <이웃집 두 남자가 수상하다> - 장씨/소방서 남자/정덕화
- 2017.02.01 ~ 2017.02.28 정규웅 <붉은 꽃,나혜석> - 한사장/소완규
- 2017.04.01 ~ 2017.04.30 정규웅 <결혼면허> - 김종태
- 2017.05.01 ~ 2017.05.31 황현정 <달빛연인> - 단역
- 2017.06.01 ~ 2017.06.30 구상희 <마녀식당> - 탐킴
- 2017.07.01 ~ 2017.07.31 박연선 <여름, 어디선가 시체가> - 이장
- 2017.08.01 ~ 2017.08.31 심재천 <나의 토익 만점 수기> - 신도들/영국인/중년 남자
- 2017.10.01 ~ 2017.10.31 강태식 <굿바이 동물원> - 동물원장

다큐멘터리 역사를 찾아서 (KBS 라디오)
- 2016.02.21 제591편 연산군, 그 견제 받지 않은 왕권 (노사신)
- 2016.02.28 제592편 사치와 낭비로 나라 곳간은 비어가고 (간관2)
- 2016.03.06 제593편 연산군, 사냥에 탐닉하다 (간관2)
- 2016.03.13 제594편 유희와 음행이 도를 넘다 (이자건)
- 2016.03.20 제595편 홍길동이 나타났다! (어세겸)
- 2016.04.03 제597편 갑자사화의 서곡 - 이세좌·홍귀달 사건 (승지)
- 2016.04.10 제598편 연산군, 복수의 칼을 뽑다 (간관1)
- 2016.04.17 제599편 폐비 윤씨, 복권되다 (간관2)
- 2016.04.24 제600편 갑자사화 - 120명을 극형에 처하다 (한명회)
- 2016.05.01 제601편 「능상」의 덫으로 극형을 남발하다 (의금부 관원)
- 2016.05.29 제605편 환관 김처선 (관원)
- 2016.06.05 제606편 경연? 홍문관? 사간원을 혁파하다 (대신3)
- 2016.06.19 제608편 금표(禁標) - 경기도 땅의 절반이 통제구역이었다 (관리1)
- 2016.06.26 제609편 연산군의 한글탄압 - "언문사용을 금하라!" (승지1)
- 2016.07.03 제610편 기생 장녹수, 후궁이 되다 (관원1)
- 2016.07.10 제611편 장녹수, 권세는 짧고 종말은 비참했다 (승지)
- 2016.07.25 제613편 연산군, 시를 사랑한 폭군 (승지1)
- 2016.07.31 제614편 폭정의 종말 (신수영)
- 2016.08.07 제615편 중종반정 (유순정)
- 2016.08.14 제616편 중종의 왕비 신씨를 폐하다 (유순정)
- 2016.08.28 제618편 미약한 왕권, 꼬리를 무는 옥사(獄事) (추국관)
- 2016.09.04 제619편 조선의 골칫거리 - 삼포의 왜인들 (장수)
- 2016.09.11 제620편 가덕도 왜변, 그 범인을 색출하라 (관리1)
- 2016.09.18 제621편 삼포 왜란 (김현손/ 간관1)
- 2016.09.25 제622편 삼포 왜인들을 격퇴하다 (대신1)
- 2016.10.02 제623편 대간의 힘, 공조판서를 바꾸다 (간관1)
- 2016.10.09 제624편 「반정 삼대장」 기사게 꺾이다 (간관2)
- 2016.10.16 제625편 사림파, 「역사바로세우기」의 시동을 걸다 (간관2)
- 2016.12.18 제634편 소격서를 혁파하다 (정광필)
- 2016.12.24 제635편 사회전야 - 깊어지는 갈등 (간관3)
- 2017.01.01 제636편 반정공신의 위훈을 삭탈하다 (정광필)
- 2017.01.08 제637편「주초위왕(走肖爲王)」은 사실일까 (정광필)
- 2017.02.12 제642편 「기묘사림」을 일망타진하다 (정광필)
- 2017.02.19 제643편 척신 김안로, 탄핵을 받다 (간관1/정광필)
- 2017.02.26 제644편 경빈 박 씨와 「작서의 변」 (간관1/대신2)

와이파이 초한지 (KBS 라디오)
- 2016.05.11 <3화> (남자1)
- 2016.05.20 <10화> (사회자)
- 2016.05.27 <15화> (대신1)
- 2016.06.02 <19화> (남자1)
- 2016.06.03 <20화> (남자)
- 2016.06.09 <24화> (주인)
- 2016.06.10 <25화> (남자)
- 2016.06.13 <26화> (남자1)
- 2016.06.14 <27화> (용저)
- 2016.06.21 <32화> (죄수4)
- 2016.06.29 <38화> (황자2)
- 2016.06.30 <39화> (수졸2)
- 2016.07.01 <40화> (수졸2)
- 2016.07.06 <43화> (군사)
- 2016.07.07 <44화> (젊은이1)
- 2016.07.11 <46화> (군사1)
- 2016.07.12 <47화> (관리1)
- 2016.07.15 <50화> (군사)
- 2016.07.21 <54화> (남자2)
- 2016.07.26 <57화> (주민3)
- 2016.07.28 <59화> (군사2)
- 2016.08.05 <65화> (남자1)
- 2016.08.09 <67화> (보초2)
- 2016.08.12 <70화> (군사3)
- 2016.08.15 <71화> (경포)
- 2016.08.19 <75화> (군사1)
- 2016.08.22 <76화> (군사2)
- 2016.09.01 <84화> (장수1/ 포)
- 2016.09.02 <85화> (포장군)
- 2016.09.05 <86화> (포장군)
- 2016.09.06 <87화> (포장군)
- 2016.09.19 <96화> (장수)
- 2016.09.27 <102화> (대신3)
- 2016.10.03 <106화> (남자)
- 2016.10.06 <109화> (장수1/ 초군2)
- 2016.10.10 <111화> (포장군)
- 2016.10.13 <114화> (군사1)
- 2016.10.20 <119화> (남자3)
- 2016.11.01 <127화> (군사3)
- 2016.11.02 <128화> (부하2)
- 2016.11.15 <137화> (군사2)
- 2016.11.29 <147화> (군사1)
- 2016.12.07 <153화> (군사2)
- 2016.12.08 <154화> (군사2)
- 2016.12.19 <161화> (군사2)
- 2016.12.21 <163화> (보)
- 2016.12.22 <164화> (보)
- 2017.01.03 <172화> (군사1)
- 2017.01.09 <176화> (군사3)
- 2017.01.19 <184화> (군사1/군사2)
- 2017.01.20 <185화> (장군2)
- 2017.01.25 <188화> (장군1)
- 2017.01.30 <191화> (부장1)
- 2017.01.31 <192화> (장군2)
- 2017.02.14 <202화> (신하1)
- 2017.02.22 <207화> (시녀1)
- 2017.03.16 <223화> (용저)
- 2017.03.17 <224화> (용저)
- 2017.03.29 <232화> (장군/여자)

## 같이 보기
- 한국방송 성우극회